# San Filippo di Fragalà
San Filippo di Fragalà, auch San Filippo di Demenna, war ein griechisches Kloster im Val Demone in der Gemeinde Frazzanò. Es bestand seit dem ausgehenden 11. Jahrhundert und wurde 1866 aufgehoben.

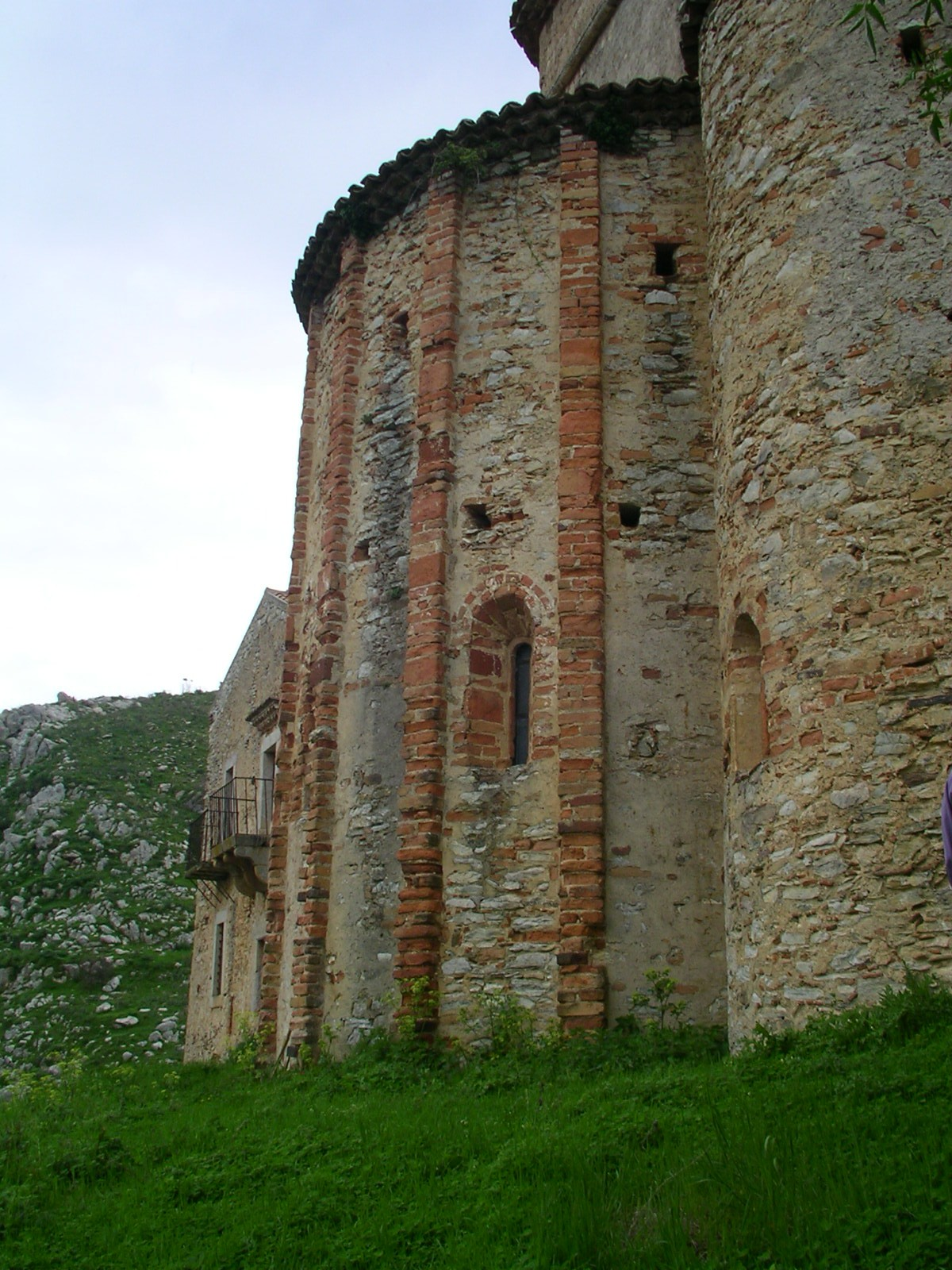
Blick auf die Apsis

Das Kloster existierte schon in der Zeit der arabischen Herrschaft über Sizilien und war wie viele andere griechischen Klöster dieses Gebietes eng mit der Familie des Gründers verbunden. Die sogenannten Testamente des Abtes Gregor von 1096 und 1105 enthalten knappe Hinweise auf die Zeit vor der Ankunft der Normannen, daneben das Typikon für das Kloster und Bestimmungen über die Nachfolge, für die zunächst ein Neffe Gregors vorgesehen war, der sich aber auf eine Pilgerfahrt ins Heilige Land begeben hatte und anscheinend nicht zurückkehrte. Gregor gelang es, Schutz und Beistand des Grafen von Sizilien und seines Hofes zu gewinnen. Zugleich hatte er gute Beziehungen zum griechischen Episkopat Kalabriens, denn der Bischof Lukas von Isola hat die Testamente für Gregor geschrieben.
Die Förderung durch die normannischen Herrscher seit  Roger I. bezeugen zahlreiche, meist griechische Urkunden, nicht immer in unbedenklichen Fassungen überliefert, die wegen der relativen Selbständigkeit nicht ins Archiv von S. Salvatore gelangten, sondern in Palermo liegen. Bei der Gründung des Archimandritats von Messina durch Roger II. gehörte San Filippo zu den autokephalen Klöstern, die weiterhin von einem eigenen Abt (hegumenos) geleitet wurden, aber der geistlichen Aufsicht des Archimandriten unterstellt waren. Von einigen Visitationen durch den Archimandriten sind Protokolle erhalten, die wichtige Informationen über die ökonomische und kulturelle Situation in Fragalà bieten. Die Liste der Klostervorsteher weist aufgrund der Lücken in der urkundlichen Überlieferung immer wieder größere zeitliche Lücken auf, die nicht notwendigerweise auf Vakanzen hinweisen.
Neben Besitz auf den Madonie, also im unmittelbaren Umkreis des Klosters, sind Besitzungen im Gebiet von Centuripe festzustellen: Centorbi ist ein Schwerpunkt griechischsprachiger Bevölkerung und Heimat etlicher griechischer Funktionäre des normannischen Hofes.
Rodrigo Borgia als Kardinalbischof von Ostia war zeitweise Kommendatar des Klosters. Innozenz VIII. bestätigte die Unterstellung unter das Grande Ospedale Nuovo in Palermo, das allerdings verpflichtet war, für die Aufrechterhaltung des griechischen Ritus im Kloster zu sorgen.
Die heutige Bausubstanz des Klosters geht im Wesentlichen auf Maßnahmen des 15. bis 18. Jahrhunderts zurück.